# Maguy Kakon
Pour les articles homonymes, voir Kakon.
Maguy Kakon née en 1953 à Casablanca est une femme politique marocaine. Elle est aussi connue pour ses ouvrages sur l'art culinaire judéo-berbère.

## Biographie

### Jeunesse et formation
Maguy Kakon née Marie-Yvonne Gabay (Kakon étant le nom de son défunt époux Aimé Kakon) est également appelée Maryam par ses concitoyens de Marrakech. Elle est issue de la bourgeoisie marocaine, d'une famille aux traditions judéo-amazighe, établie à Marrakech. Son père David Gabay, est propriétaire d'une usine qui lui permet d’être une des personnes les plus riches de la ville de Marrakech. Maguy Kakon vit en France après avoir obtenu son baccalauréat en passant par le lycée français Victor Hugo à Marrakech, ses parents ayant décidé par la suite de quitter le Maroc en 1971 pour résider à Paris. Elle poursuit ses études supérieures en Suisse avant de revenir s'installer au Maroc à Casablanca après son mariage avec Aimé Kakon architecte (avec qui elle aura quatre enfants). À son retour elle étudie le droit à l'Université Hassan II ce qui la mène par la suite à exercer dans le domaine du conseil foncier.

### Parcours professionnel et expérience en politique
Maguy Kakon devient professeure de français en classe de 6e pour son premier emploi. L'éducation constitue selon elle un ascenseur social.
En 1976 elle s’engage  en politique, ce qui suscite des réticences de son époux craignant qu'elle puisse être inquiétée en tant qu'opposante politique durant les des années de plomb,. Maguy Kakon devient la première femme de confession juive à officier dans la fonction publique au Maroc et également la première à se présenter aux élections législatives marocaines en 2007 où elle est tête de liste des femmes du « Parti du centre social » (parti fondé en 1982 Lahcen Madih). Bien qu'elle n'ait pas remporté cette élection, elle se dit satisfaite de la progression de la présence féminine en politique, qui agit selon elle, comme un vecteur de l’éducation et l’instruction des jeunes filles au Maroc,.Elle prend part aux Élections communales marocaines de 2009 en se présentant à Casablanca-Anfa

### Carrière littéraire
Pour Maguy Kakon l'écriture est un moyen important de transmettre du savoir. Elle souhaite transmettre la culture judéo-berbère pour la partager avec le plus grand nombre par la rédaction d'ouvrages comme La cuisine juive du Maroc de mère en fille (1996) ou L'oriental marocain : Des siècles d'art culinaire juif (2018). Elle se bat également afin d'ajouter la composante hébraïque à l'histoire du Maroc, qu'elle considère comme une source non négligeable de la culture marocaine.
Elle est également l'auteure de Journal de campagne, paru en 2007, où elle relate son expérience politique en tant que femme. 
Maguy Kakon a  fondé la « Corps Africa Maroc », association qui œuvre dans le développement du bénévolat dans l'assistance scolaire.
Maguy Kakon est une femme ayant eu une influence sur la scène politique. Elle a su s'établir de manière indépendante, en représentant le mouvement féministe et en encourageant l'éducation des jeunes filles,. Pour Maguy Kakon la scolarisation des enfants est un enjeu majeur, ainsi que l'enseignement de l'histoire du Maroc, qui permet selon elle de forger l'identité des jeunes citoyens et de renforcer le lien affectif qu'ils entretiennent avec leur pays.

### Vie privée
Elle réside à Casablanca, Paris et Miami ; elle s'identifie comme « citoyenne du monde ».

## Publications
- La Cuisine Juive Du Maroc De Mère En Fille, Toulouse, aux éditions Daniel Briand, 1996.
- Journal de Campagne, 2007.
- L'oriental marocain : Des siècles d'art culinaire juif, Casablanca, aux éditions La Croisée des Chemins, 2018.